# 2313 Aruna
2313 Aruna (1976 TA) là một tiểu hành tinh vành đai chính được phát hiện ngày 15 tháng 10 năm 1976 bởi Giclas, H. L. ở Flagstaff (AM).